# رتینوپاتی دیابتی
رتینوپاتی دیابتی (به انگلیسی: Diabetic retinopathy) یا شبکیه‌رنجوری دیابتی عارضه‌ای ناشی از دیابت است که به دلیل تغییرات ایجاد شده در رگ‌های خونی رخ می‌دهد. وقتی عروق خونی در شبکیه آسیب می‌بینند ممکن است باعث نشت مایع یا خون شده یا منجر به رشد شاخه‌های عروقی شکننده و کلاف مانند شده و باعث تخریب شبکیه شود در نتیجه تصویری که شبکیه به مغز می‌فرستد تار شده یا کج و معوج می‌شود. رتینوپاتی دیابتی یکی از علل اصلی کاهش دید است و کسانیکه دیابت درمان نشده دارند ۲۵ برابر شانس بیشتری برای کوری نسبت به افراد عادی دارند.
دیابت باعث افزایش قند خون، عطش بیش از حد، تکرر ادرار و همچنین تغییراتی در رگ‌های خونی بدن (سرخرگها و سیاهرگ‌ها) می‌شود. دیابت می‌تواند به دلایل مختلفی روی دید تأثیر بگذارد، از جمله ایجاد آب مروارید، آب سیاه و مهم‌تر از همه صدمه به رگ‌های خونی داخل چشم.
هرچه طول عمر بیماری دیابت بیشتر باشد احتمال شکبیه‌رنجوری دیابتی بیشتر می‌شود. در نزدیک به ۸۰٪ کسانیکه لااقل ۱۵ سال دیابت دارند صدمه به عروق شبکیه دیده می‌شود. در مبتلایان به دیابت نوع یک (نوع جوانان) احتمال ابتلا به رتینوپاتی دیابتی در سنین پایین‌تر بیشتر است.

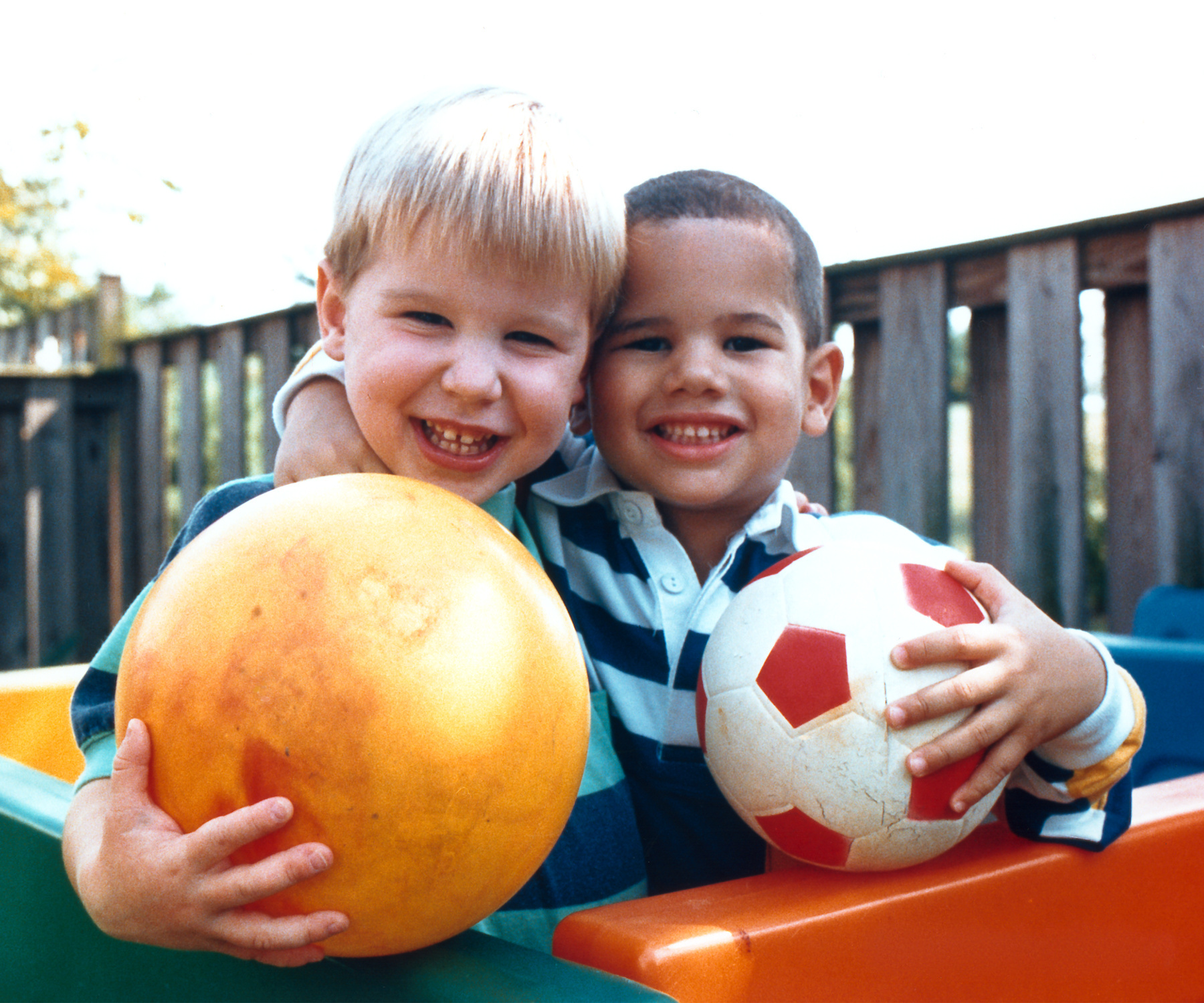
دید طبیعی

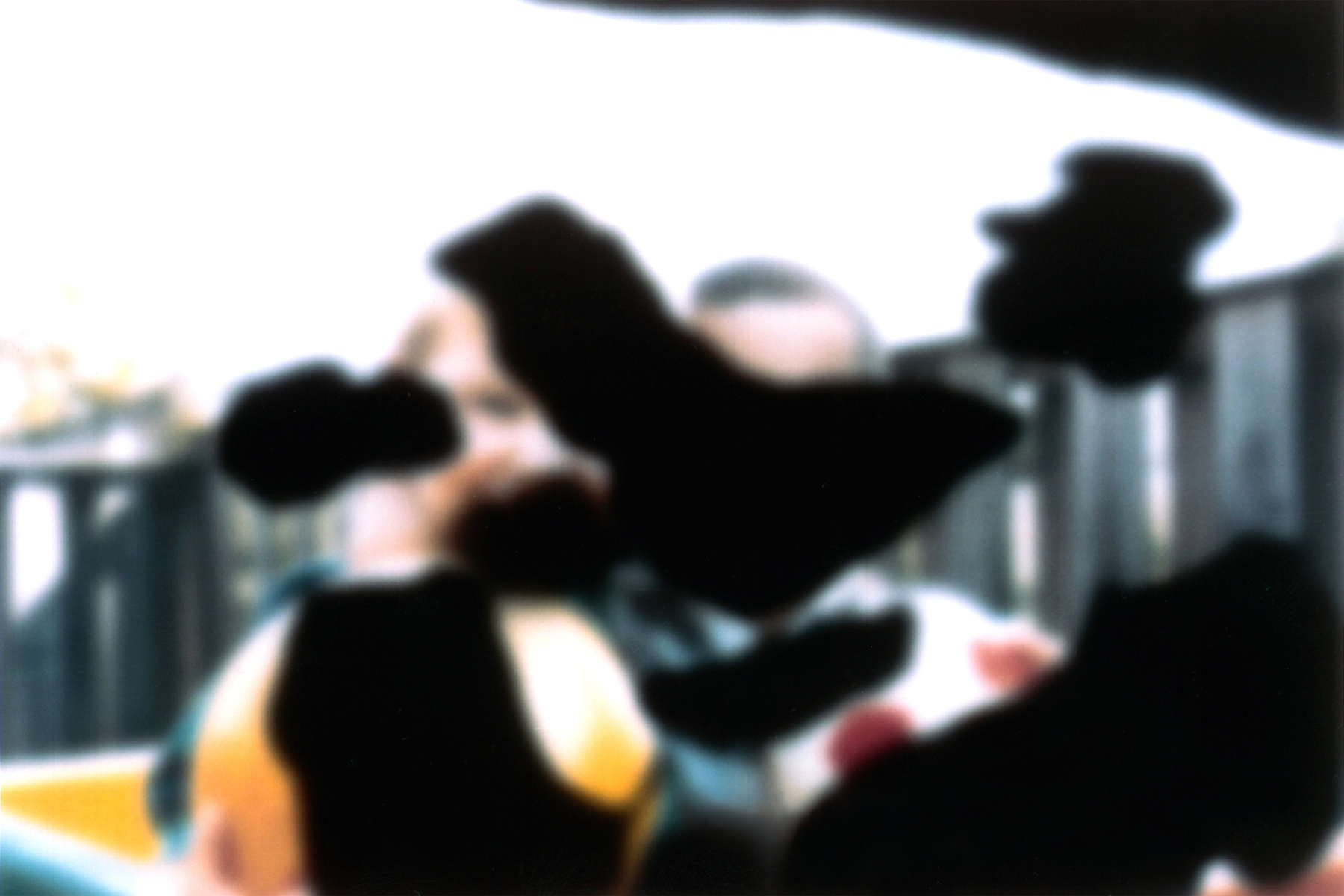
دید یک فرد مبتلا به رتینوپاتی دیابتی

## انواع
۱. شکبیه‌رنجوری زمینه‌ای مرحله اول رتینو پاتی دیابتی است. در این مرحله عروق کوچک در پرده شبکیه صدمه دیده و مایع یا خون از آن‌ها نشت می‌کند. مایع نشت کرده باعث تورم پرده شبکیه شده یا رسوباتی به نام «اگزودا» را ایجاد می‌نماید. با اینکه این مرحله معمولاً روی دید تأثیری نمی‌گذارد اما ممکن است بعداً به مراحل شدیدتری که منجر به کاهش دید می‌شود تبدیل شود. از این رو رتینوپاتی زمینه‌ای به عنوان یک علامت هشدار دهنده محسوب می‌شود.
گاهی مایعی که نشت کرده‌است در مرکز دید جمع می‌شود. مرکز دید، مسئول دیدن جزئیات ریز اشیا می‌باشد (مثلاً حروف یا اعداد). این مسئله به نام تورم مرکز دید خوانده می‌شود و ممکن است سبب شود خواندن یا انجام کارهای نزدیک مشکلتر شود.
۲. شکبیه‌رنجوری تکثیری (پرولیفراتیو) حالتی است که رگ‌های خونی جدید و غیرطبیعی بر روی سطح شبکیه رشد می‌کنند. این پدیده نورگ‌زایی (نئوواسکولاریزاسیون) خوانده می‌شود. این رگ‌های جدید دیواره ضعیفتری داشته و شکننده هستند و ممکن است منجر به خون‌ریزی شوند. زجاجیه ماده شفاف و ژله مانندی است که مرکز چشم را پر می‌کند. خون نشت کرده باعث کدر شدن زجاجیه شده و به صورت نسبی عبور نور را از مردمک به پرده شبکیه را مانع می‌شود در نتیجه تصویر تار و درهم می‌شود. این رگ‌های خونی غیرطبیعی ممکن است تبدیل به بافت سفتی شده که شبکیه را از پشت چشم جدا کنند و باعث جدا شدگی پرده شبکیه شوند که در صورت عدم درمان می‌تواند منجر به کاهش شدید دید و کوری شود.
رگ‌های خونی غیرطبیعی همچنین ممکن است اطراف مردمک، روی عنبیه (قسمت رنگی چشم) رشد کرده و با افزایش فشار داخل چشم باعث ایجاد آب سیاه شود. شکبیه‌رنجوری دیابتی تکثیری شدیدترین نوع بیماری شبکیه ناشی از دیابت می‌باشد. حدود ۲۰٪ افراد دیابتی به آن مبتلا می‌شوند و می‌تواند باعث کاهش شدید دید و کوری شود.

## علائم
معمولاً در مرحله شکبیه‌رنجوری زمینه‌ای علامتی وجود ندارد. اگرچه ممکن است در صورت ایجاد تورم مرکز دید تاری دید به صورت تدریجی ایجاد شود. معاینه چشم توسط اپتومتریست یا چشم پزشک تنها راهیست که به کمک آن می‌توان تغییرات داخل چشم را پیدا کرد.
وقتیکه خون‌ریزی ایجاد می‌شود دید شما تار شده، لکه‌هایی در آن پیدا می‌شود و حتی ممکن است به کلی دید شما از بین برود. رتینوپاتی دیابتی پرولیفراتیو اگرچه بدون درد است اما شکل شدیدی از بیماری است و نیازمند توجه پزشکی فوری است. حاملگی و افزایش فشار خون ممکن است رتینوپاتی دیابتی را تشدید کنند.

## تشخیص
بهترین راه برای تشخیص رتینوپاتی دیابتی معاینه چشمی در فواصل منظم می‌باشد که توسط چشم پزشک انجام شود. برای تشخیص رتینوپاتی دیابتی چشم پزشک یا اپتومتریست با استفاده از افتالموسکوپ بداخل چشم شما نگاه می‌کند. چنانچه چشم پزشک یا اپتومتریست، رتینوپاتی دیابتی را تشخیص دهد ممکن است نیاز به عکس رنگی ته چشم یا آزمایش خاصی به نام «آنژیوگرافی با فلوئورسئین» باشد تا مشخص شود که شما احتیاج به درمان دارید یا نه؟ در آنژیوگرافی با فلوئورسئین یک ماده رنگی به داخل رگ شما تزریق می‌شود و عکس‌های مخصوصی از چشم شما گرفته می‌شود.
شرکت گوگل به تازگی الگوریتمی توسعه داده‌است که می‌تواند با عملکردی مشابه عملکرد چشم‌پزشکان بیماری رتینوپاتی دیابت را در مراحل ابتدایی تشخیص دهد. این الگوریتم یادگیری ماشین با استفاده از مجموعه‌ای از تصاویر شبکیه چشم و الگوریتم تشخیص تصویر علایم این بیماری را جستجو می‌کند. الگوریتم یادگیری ماشین گوگل در دو بیمارستان تخصصی در هند با موفقیت آزمایش شده‌است.

## درمان
برای درمان مسائل زیر را در نظر می‌گیرند: سن، تاریخچه پزشکی، میزان آسیب به شبکیه. در بسیاری موارد احتیاجی به درمان نیست اما بیمار باید به‌طور مرتب تحت معاینات چشمی قرار گیرد. در دیگر موارد، درمان برای متوقف کردن صدمات ناشی از رتینوپاتی دیابتی و در صورت امکان بهبود دید انجام می‌شود.
۱. جراحی لیزر: این روش اغلب در درمان رتینو پاتی دیابتی مؤثر است. یک اشعه قوی از نور لیزر بر روی قسمت صدمه دیده شبکیه متمرکز می‌شود. تابش اشعه لیزر رگ‌های نشت‌کننده را می‌بندند و بدینوسیله تورم مرکز دید کم می‌شود. این نوع درمان "فوتوکوآگولاسیون - Photocoagulation" نامیده می‌شود.
در موارد رشد رگ‌های خونی غیرطبیعی (نئوواسکولاریزاسیون) تابش اشعه لیزر در تمامی قسمت‌های کناری پرده شبکیه استفاده می‌شود. اثرات ناشی از لیزر باعث کاهش رشد رگ‌های خونی غیرطبیعی شده همچنین شبکیه را به پشت چشم می‌چسباند و مانع جدا شدگی شبکیه می‌شود. جراحی لیزر ممکن است در یک کلینیک به صورت سرپایی انجام شود. چنانچه رتینو پاتی دیابتی در مراحل اولیه تشخیص داده شود جراحی لیزر می‌تواند سیر کاهش دید را کُند کند. حتی در مراحل پیشرفته بیماری (رتینوپاتی پرولیفراتیو) نیز، جراحی لیزر شانس کاهش شدید دید را کم می‌کند.
۲.کرایوتراپی (سرد کردن): اگر زجاجیه به دلیل وجود خون کدر باشد جراحی لیزر را تا زمانی‌که خون جذب شود نمی‌توان انجام داد. در بعضی موارد خون‌ریزی زجاجیه، کرایوتراپی یا یخ زدن شبکیه ممکن است در کوچک شدن رگ‌های خونی غیرطبیعی کمک‌کننده باشد.
۳. ویترکتومی (برداشتن زجاجیه): در رتینوپاتی دیابتی پرولیفراتیو پیشرفته ممکن است چشم پزشک برداشتن زجاجیه را توصیه کند. این جراحی میکروسکوپی در اتاق عمل انجام می‌شود. ویترکتیومی زجاجیه پر شده از خون را برمی‌دارد و به جای آن ماده شفافی را جایگزین می‌کند. در حدود ۷۰٪ بیماران بعد از برداشتن زجاجیه بهبودی دید دارند. گاهی اوقات قبل از انجام عمل برداشتن زجاجیه چشم پزشک ممکن است برای چند ماه یا یکسال صبر کند تا شاید خون‌ریزی خود بخود جذب شود.
۴. ترمیم شبکیه: در صورتی‌که بافت تخریب شده منجر به جداشدگی شبکیه از پشت چشم شود کاهش شدید دید یا کوری را موجب می‌شود مگر اینکه جراحی برای چسباندن شبکیه بموقع و با موفقیت انجام شود.

## نقش بیمار
رعایت رژیم دیابتی، ترک سیگار، کنترل فشار خون. فعالیت‌های فیزیکی معمولاً برای بیماران مبتلا به رتینوپاتی دیابتی مسئله‌ای نیست. گاهی در بیماران مبتلا به نوع فعال رتینوپاتی پرولیفراتیو محدود کردن فعالیت‌های فیزیکی توصیه می‌شود. بیماران مبتلا به دیابت بایستی حداقل سالی یکبار توسط چشم پزشک معاینه شوند. وقتیکه شکبیه‌رنجوری دیابتی ایجاد شد معاینات بیشتر چشم پزشکی ضروری است.